# بريندا شولتس مكارثي
بريندا شولتس مكارثي (بالهولندية: Brenda Schultz-McCarthy) مواليد 28 ديسمبر 1970 في هارلم، هي لاعبة كرة مضرب هولندية سابقة بدأت مسيرتها كمحترفة سنة 1986 وكانت تلعب باليد اليمنى. كما أنها إحدى بطلات الجراند سلام. أعلى تصنيف لها في الفردي كان المركز الـ 9 في سنة 1996. أعلى تصنيف لها في الزوجي كان المركز الـ 7 في سنة 1995. سبق أن شاركت في دورة الألعاب الأولمبية الصيفية.

## النهائيات

### نهائيات البطولات الكبرى

#### الزوجي: 1 (0–1)
| الحصيلة | السنة | البطولة                     | الأرضية | الشريك      | المنافس                    | النتيجة  |
| ------- | ----- | --------------------------- | ------- | ----------- | -------------------------- | -------- |
| الوصافة | 1995  | بطولة أمريكا المفتوحة للتنس | صلبة    | ريناي ستابس | جيجي فرنانديز نتاشا زفريفا | 7–5, 6–3 |

#### الزوجي المختلط: 1 (0–1)
| الحصيلة | السنة                    | البطولة        | الأرضية | الشريك       | المنافس                  | النتيجة  |
| ------- | ------------------------ | -------------- | ------- | ------------ | ------------------------ | -------- |
| الوصافة | دورة فرنسا المفتوحة 1988 | فرنسا المفتوحة | ترابية  | ميشيل شابيرس | لوري ماكنيل خورخي لوزانو | 7–5, 6–2 |

### النهائيات الأولمبية

#### الزوجي: 1 (0–1)
| الحصيلة       | السنة | البطولة                | الأرضية | الشريك         | المنافس                                  | النتيجة  |
| ------------- | ----- | ---------------------- | ------- | -------------- | ---------------------------------------- | -------- |
| المركز الرابع | 1996  | الأولمبياد الصيفي 1996 | صلبة    | مانون بوليجراف | كونتشيتا مارتينث أرانتشا سانتشيث فيكاريو | 6–1, 6–3 |

## الخط الزمني للفردي
مفتاح
| ف | ن | ن.ن | ر.ن | د# | د.م | ل | أ.أ | ت | غ | ب | ف | ذ | م.خ | ل.ت |

(ف) فاز بالبطولة (ن) وصل النهائي (ن.ن) نصف النهائي (ر.ن) ربع النهائي (د#) الأدوار الأربعة الأولى (د.م) دور المجموعات (ل) شارك في كأس ديفيز (أ.أ) خرج من الأدوار الاولى (ت) خسر التصفيات التأهيلية (غ) غاب عن الحدث أو البطولة (ب) حصل على ميدالية برونزية (ف) حصل على ميدالية فضية (ذ) حصل على ميدالية ذهبية (م.خ) بطولة الماسترز خُفضت إلى مرتبة أقل (ل.ت) البطولة لم تعقد في السنة المعينة.
لتجنب الارتباك وازدواجية الحساب، يتم تحديث هذه المعلومات إما في نهاية البطولة، أو عندما تكون مشاركة اللاعب في البطولة قد انتهت.
| الدورة            | 1987  | 1988  | 1989  | 1990  | 1991  | 1992  | 1993  | 1994  | 1995  | 1996  | 1997  | 1998  | 1999  | إجمالي ف/م |
| ----------------- | ----- | ----- | ----- | ----- | ----- | ----- | ----- | ----- | ----- | ----- | ----- | ----- | ----- | ---------- |
| أستراليا المفتوحة | غ     | د1    | د4    | د2    | د1    | د1    | غ     | غ     | د4    | د4    | د2    | غ     | غ     | 0 / 8      |
| فرنسا المفتوحة    | غ     | د4    | د1    | د2    | د1    | د3    | د4    | د3    | د2    | د3    | د3    | د1    | د1    | 0 / 12     |
| بطولة ويمبلدون    | غ     | د1    | د1    | د4    | د4    | د1    | د3    | د2    | ر.ن   | د3    | د3    | غ     | غ     | 0 / 10     |
| أمريكا المفتوحة   | د1    | د1    | د1    | د1    | د2    | د3    | د3    | د1    | ر.ن   | د2    | د2    | غ     | غ     | 0 / 11     |
| فوز / مشاركة      | 0 / 1 | 0 / 4 | 0 / 4 | 0 / 4 | 0 / 4 | 0 / 4 | 0 / 3 | 0 / 3 | 0 / 4 | 0 / 4 | 0 / 1 | 0 / 1 | 0 / 1 | 0 / 31     |

- إجمالي ف / م = إجمالي الفوز والمشاركة

## روابط خارجية
- بريندا شولتس مكارثي على موقع رابطة محترفات التنس (الإنجليزية)
- بريندا شولتس مكارثي على موقع الاتحاد الدولي لكرة المضرب (الإنجليزية)
- بريندا شولتس مكارثي على موقع كأس بيلي جين كينغ (الإنجليزية)
- بريندا شولتس مكارثي على موقع بطولة ويمبلدون (الإنجليزية)
- بريندا شولتس مكارثي على موقع خلاصة التنس.كوم (الإنجليزية)
- بريندا شولتس مكارثي على موقع إي إس بي إن.كوم (الإنجليزية)
- بريندا شولتس مكارثي على موقع أوليمبيديا (الإنجليزية)